# (1284) Latvia
(1284) Latvia es el asteroide número 1284 situado en el cinturón principal. Fue descubierto por el astrónomo Karl Wilhelm Reinmuth  desde el observatorio de Heidelberg, el 27 de julio de 1933. Su designación alternativa es 1933 OP. Está nombrado por el estado europeo de Letonia.